# Laurence Equilbey
Laurence Equilbey (París, 6 de marzo de 1962) es una directora francesa, conocida especialmente por su trabajo con el repertorio coral.

## Vida
Equilbey nació en 1962 en París. Estudió dirección coral con Eric Ericson. Asimismo se entrenó en los Conservatorios de París y Viena con Nikolaus Hanoncourt y con el Coro Arnold Schoenberg. 

## Carrera
Fundó el Coro de Cámara Accentus en 1991, el cual interpretaba música coral a capela, tanto tradicional como moderna, aunque su especialidad era la música a partir del siglo XIX.
En 1995 fundó el Jeune Chœur en París, con el apoyo de la ciudad. Dicho grupo obtuvo diversas preseas en competencias internacionales, como la de Tours.
Ha sido directora de la Insula Orchestra y el Coro Accentus. Ha dirigido las Orquestas de Bucarest, Lyon, la Filarmónica de Bruselas, la Orchestra of the Age of Enlightenment, Orquesta del Mozarteum de Salzburgo, Concerto Köln, Akademie für alte Musik de Berlín, así como las Orquestas Filarmónicas de Leipzig, Lieja, Fráncfort, entre otras.
Equilbey inventó un diapasón electrónico llamado e-tuner, con el cual se pueden realizar afinaciones de cuartos de tono y tercios de tono, con la intención de que fuera más fácil para los músicos encontrar una nota exacta y de forma inmediata. Al respecto, la directora señala “Es difícil encontrar la nota al instante y adaptar su voz a las variaciones de entonación muy específicas que requieren ciertas obras”.

## Discografía selecta
- 1999 – Poulenc: Messe en sol, Litanies á la vierge noire.[6]
- 2000 – Dusapin: Requiem(s). Accentus, Ars Nova.[7]
- 2003 – Accentus: Transcriptions. Transcripciones corales de obras de Bach, Barber, Berg, Chopin, Debussy, Mahler, Ravel, Wolf (Naïve).[8]
- 2004 – Brahms: Ein Deutsches Requiem. Sandrine Piau, Stéphane Degout, Brigitte Engerer, Boris Berezovsky (Naïve).
- 2007 – Transcriptions 2 (Naïve).[9]
- 2014 – Mozart: Messe en ut mineur K.427/417a.[10]
- 2015 – Gluck: Orfeo ed Euridice. Franco Fagioli, Malin Hartelius, Emmanuelle de Negri, Accentus, Orquesta Insula.[11]
- 2017 – Nuit et Reves.
- 2018 – Gounod: Saint Francois d'Assise (Naïve).